# Wilga pąsowa
Wilga pąsowa (Oriolus traillii) – gatunek średniej wielkości ptaka z rodziny wilgowatych (Oriolidae). Występuje w Himalajach i południowo-wschodniej Azji. Nie jest zagrożony wyginięciem.

## Systematyka
Wyróżniono kilka podgatunków O. traillii:
- wilga pąsowa[4] (O. traillii traillii) – Himalaje do południowych Chin, północne Indochiny i północna Tajlandia.
- O. traillii robinsoni – południowe Indochiny.
- O. traillii nigellicauda – Hajnan.
- wilga czerwona[4] (O. traillii ardens) – Tajwan.

## Występowanie
Środowiskiem naturalnym wilgi pąsowej są wilgotne lasy równikowe stref międzyzwrotnikowej i podzwrotnikowej. Występuje w Bangladeszu, Bhutanie, Kambodży, Chinach, Indiach, Laosie, Mjanmie, Nepalu, Tajwanie, Tajlandii i Wietnamie.

## Morfologia
Upierzenie czerwone z czarną głową i skrzydłami. Dziób szary, nogi ciemnoszare.

### Wymiary średnie
- długość ciała – ok. 27–28 cm
- rozpiętość skrzydeł – ok. 42–45 cm
- ogon – ok. 10–11 cm
- dziób – ok. 3,5 cm
- masa ciała – ok. 80–85 g

## Status
IUCN uznaje wilgę pąsową za gatunek najmniejszej troski (LC, Least Concern) nieprzerwanie od 1988 roku. Liczebność populacji nie została oszacowana, ale ptak ten opisywany jest jako dość pospolity do rzadkiego. Trend liczebności populacji uznawany jest za stabilny.